# Palacio de San Andrés de Cornellana

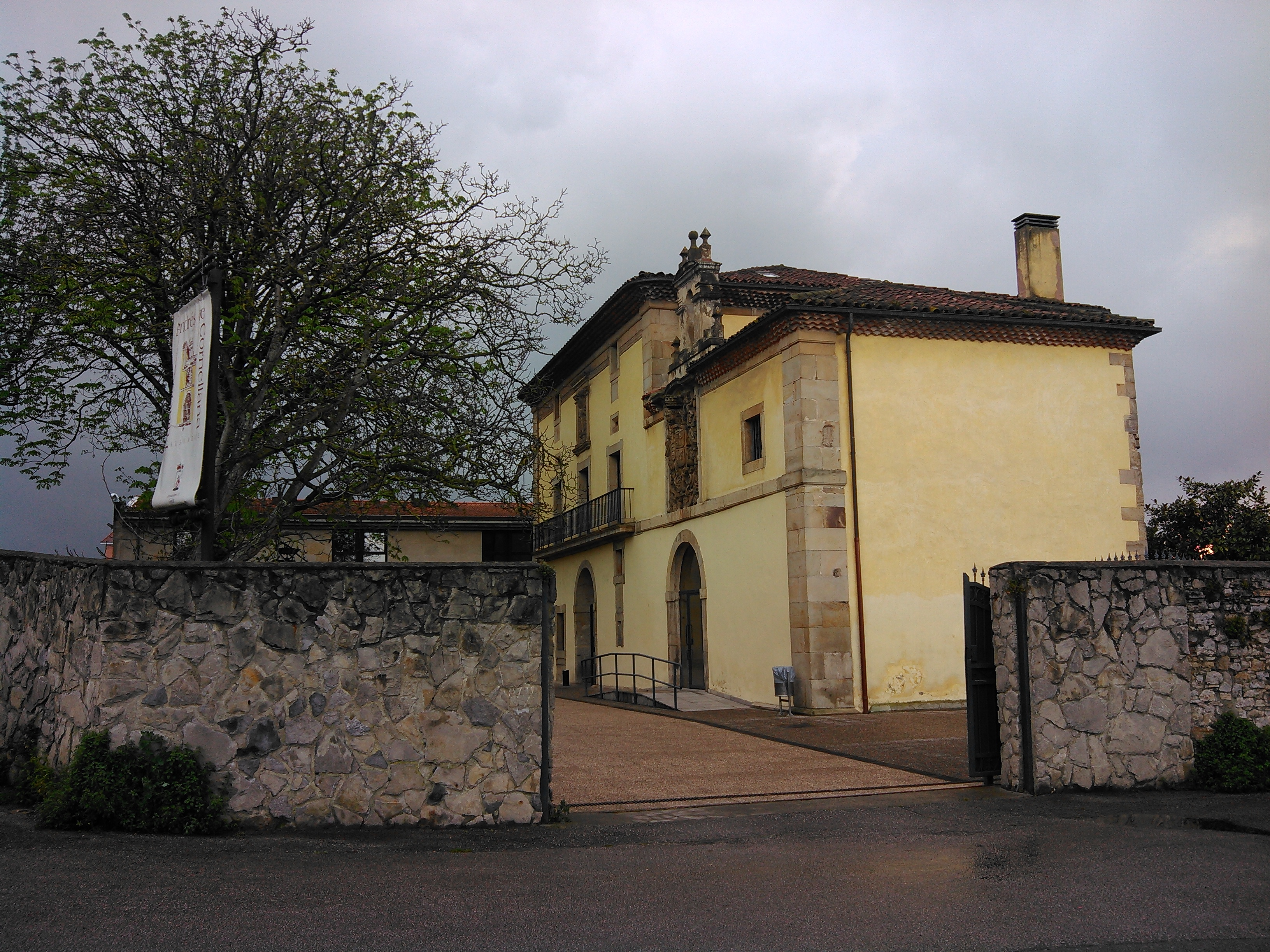
Palacio de San Andrés de Cornellana en Gijón

El palacio de San Andrés de Cornellana se sitúa en el Camino de los Caleros del barrio de Contrueces en Gijón, en las inmediaciones de la iglesia o santuario de Nuestra Señora de Contrueces y de la Casa de Novenas. Con su capilla anexa, dedicada en su día a San Fernando, pertenecía a la familia Menéndez Valdés, señores de Cornellana. 
El primigenio palacio fue destruido por las tropas de Alfonso Enríquez, conde de Gijón y de Noreña, en 1382 y reconstruido por Juan Menéndez Valdés en 1412. El edificio actual data de 1702 y la capilla anexa de 1759. El Ayuntamiento de Gijón lo adquirió en 1978 por treinta millones de pesetas y en 1992 lo convirtió en albergue juvenil.
En el escudo que se conserva encima de la puerta de la capilla se pueden ver las armas de los Valdés en el cuartel del centro; las de los Espriella, en el superior derecho; las de los Cornellana, en el superior izquierdo; las de los Jove, en el inferior derecho, y las de la familia Bernaldo de Quirós.